# Сверчковые квакши
Сверчковые квакши (лат. Acris) — род бесхвостых земноводных из семейства квакш. Распространены в Соединённых Штатах Америки к востоку от Скалистых гор, на юге канадской провинции Онтарио и на севере мексиканского штата Коауила. Имеют небольшие размеры и бородавчатую кожу. У самцов имеется единственный резонатор на горле. Пальцы задних ног соединены перепонкой, доходящей как минимум до половины длины самого длинного пальца. Кончики пальцев почти не расширены. Окраска и рисунок достаточно разнообразные, но как правило имеются такие элементы рисунка как треугольное или V-образное пятно между глазами продольные тёмные полосы на задней поверхности бёдер, а от области под глазом ко рту зачастую тянутся белые линии.

## Виды
По  информации базы данных Amphibian Species of the World на август 2025 года в род включают 3 вида:
- Acris blanchardi Harper, 1947
- Acris crepitans Baird, 1854 — Щёлкающая квакша
- Acris gryllus (LeConte, 1825) — Сверчковая квакша